# IC 3782
IC 3782 је појединачна звијезда у сазвјежђу Ловачки пси која се налази на листи објеката дубоког неба у Индекс каталогу.
Деклинација објекта је + 40° 22' 6" а ректасцензија 12h 47m 15,6s.